# Peperomia mollicaulis
Peperomia mollicaulis är en pepparväxtart som beskrevs av C. Dc.. Peperomia mollicaulis ingår i släktet peperomior, och familjen pepparväxter. Inga underarter finns listade i Catalogue of Life.